# المكتبة الحيوية
المكتبة الحيوية / البيولوجية (المعروفة أيضًا باسم BioLib) هي قاعدة بيانات تصنيفية عبر الإنترنت.
من إنشاء:
- أنديج زيشة (بالتشيكية: Ondřej Zicha)‏: مؤسس المشروع والبرمجة والرسوميات والتصميم.
- ياروسلاف هرب (بالتشيكية: Jaroslav Hrb)‏: راعي المشروع ومُوفر الخادم (سيرفر الموقع).
- ميشال ماناس (بالتشيكية: Michal Maňas)‏: مستشار ومُختَبر (2000-2006).
- جيري نوفاك (بالتشيكية: Jiří Novák)‏: مستشار ومُختَبر.
- آخرون.

تركز قاعدة البيانات على التنوع الحيوي في جمهورية التشيك، دون التقيد بها بشكل صارم.

## روابط خارجية
- نسخة باللغة الإنجليزية
- نسخة باللغة التشيكية